# 百恵・アクトレス伝説
『百恵・アクトレス伝説』（ももえ アクトレスでんせつ）は、山口百恵のベスト・アルバム。1993年10月1日にソニーミュージックよりリリースされた。

## 解説
- 百恵が主演した映画とテレビドラマの主題歌・名場面集。

## 収録曲
1. 伊豆の踊子（東宝映画）
  - 主題歌「伊豆の踊子」（作詞: 千家和也、作曲: 都倉俊一、編曲: 高田弘）
  - 名場面: 語らい（音楽: 高田弘、ナレーション: 宇野重吉）
2. 潮騒（東宝映画）
  - 導入: 歌島（音楽: 穂口雄右、ナレーション: 石坂浩二）
  - テーマ「少年の海」（作詞: 千家和也、作曲: 都倉俊一、編曲: 穂口雄右）
  - 名場面: 風の観的哨（音楽: 穂口雄右）
3. 絶唱（東宝映画）
  - 導入（音楽: 高田弘、ナレーション: 鈴木瑞穂）
  - 挿入歌「木挽き唄」（歌: 山口百恵・三浦友和）
  - テーマ「山鳩」（作詞: 千家和也、作曲: 三木たかし、編曲: あかのたちお）
  - 名場面: 山鳩への愛（音楽: 高田弘）
4. 春琴抄（東宝映画）
  - 名場面: お琴と佐助（音楽: 佐藤勝）
5. 泥だらけの純情（東宝映画）
  - 名場面: 好きですあなたの事（音楽: 鏑木創）
6. ホワイト・ラブ（東宝映画）
  - 名場面: 忍と健（音楽: 広瀬健次郎）
7. 古都（東宝映画）
  - 名場面: 千恵子と苗子（音楽: 田辺信一）
  - 主題歌「子守唄（ララバイ）」（作詞: 阿木燿子、作曲: 佐々木勉、編曲: 田辺信一）
8. 顔で笑って（TBS系TVドラマ）
  - 主題歌「パパは恋人」（歌: 山口百恵・宇津井健、作詞: 千家和也、作曲: 都倉俊一、編曲: 高田弘）
9. 赤い疑惑（TBS系TVドラマ）
  - 「忘れな草をあなたに」（作詞: 木下龍太郎、作曲: 江口浩司）〜幸子の愛と死
  - ナレーション: 内藤武敏
  - テーマ「ありがとう あなた」（作詞: 千家和也、作曲: 都倉俊一、編曲: 馬飼野康二）
10. 赤い運命
  - 作詞: 千家和也、作曲: 三木たかし、編曲: 高田弘
    - TBS系TVドラマ『赤い運命』主題歌
11. 赤い衝撃
  - 作詞: 千家和也、作曲: 佐瀬寿一、編曲: 馬飼野康二
    - TBS系TVドラマ『赤い衝撃』主題歌
12. 赤い絆 (レッド・センセーション)
  - 作詞: 松本隆、作曲: 平尾昌晃、編曲: 川口真
    - TBS系TVドラマ『赤い絆』主題歌
13. スキャンダル（愛の日々）
  - 作詞: 来生えつこ、作曲・編曲: 川口真
    - TBS系TVドラマ『人はそれをスキャンダルという』主題歌

- 歌・セリフ: 山口百恵
- セリフ: 三浦友和